# Sudański Związek Socjalistyczny
Sudański Związek Socjalistyczny – sudańska socjalistyczna partia polityczna.

## Historia
Związek został utworzony w 1971 roku z inicjatywy lewicującej junty Dżafara Muhammada an-Numajri. Partia sprawowała władzę w ramach systemu monopartyjnego i przynajmniej formalnie dążyła do przekształcenia Sudanu w republikę socjalistyczną. Pomimo nominalnie socjalistycznego charakteru w jej działaniach pojawiała się często islamska retoryka i reformy utrzymane w stylu politycznego islamu. Poglądy te w wyraźny sposób wpływały na działania partii i rządu szczególnie po przystąpieniu do partii działaczy i sympatyków konserwatywnego Frontu Narodowego w 1976 roku. Socjaliści zostali obaleni w wyniku wojskowego zamachu stanu w 1985 roku.